# Cantó de Solre-le-Château
El cantó de Solre-le-Château és una divisió administrativa francesa, situada al departament del Nord i la regió dels Alts de França.

## Composició
El cantó de Solre-le-Château aplega les comunes següents :
- Aibes
- Beaurieux (Nord)
- Bérelles
- Bousignies-sur-Roc
- Choisies
- Clairfayts
- Cousolre
- Dimechaux
- Dimont
- Eccles
- Hestrud
- Lez-Fontaine
- Liessies
- Sars-Poteries
- Solre-le-Château
- Solrinnes

## Història
| Date d'elecció                        | Identitat     | Partit |
| ------------------------------------- | ------------- | ------ |
| -                                     | Philippe Lety | PS     |
| Les dades anteriors no són conegudes. |               |        |
|                                       |               |        |

| 1962 | 1968 | 1975 | 1982 | 1990 | 1999  | 2006  |
| ---- | ---- | ---- | ---- | ---- | ----- | ----- |
| -    | -    | -    | -    | -    | 9.111 | 9.120 |